# Frauenberuf

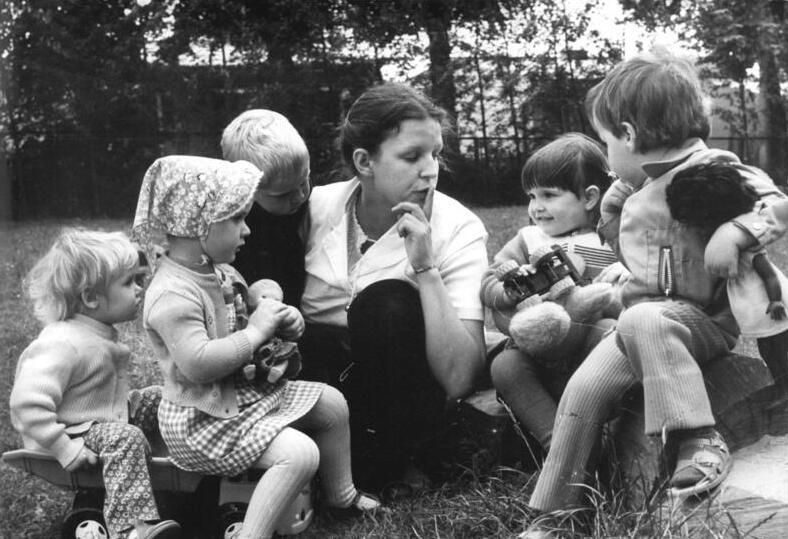
Kindergärtnerin in Leezen (1983)

Unter dem Begriff Frauenberuf werden allgemein Berufe zusammengefasst, die überwiegend oder fast ausschließlich von Frauen ausgeübt werden. Hierzu werden insbesondere Tätigkeiten im Bereich des Pflegedienstes (Krankenschwester), der Innenreinigung von Gebäuden („Putzfrau“/„Raumpflegerin“) und Kindererziehung („Kindergärtnerin“, Erzieherin) gerechnet sowie solche in Berufsfeldern, die sich mit Kosmetik oder Hairstyling befassen. Während der Frauenanteil in den von Männern dominierten Bereichen wie der Polizei stetig zunimmt, entscheiden sich nur wenige männliche Bewerber für Berufe aus diesen Tätigkeitsfeldern.

## Begriff
Es existieren keine einheitlich abgegrenzten Definitionen zur geschlechtsspezifischen Bestimmung von Berufen. Prinzipiell wird als Frauenberuf eine Tätigkeit bezeichnet, die „exklusiv oder zumindest mehrheitlich von Frauen“ ausgeübt wird oder deren Frauenanteil über 70 % beträgt, was vor einem geschichtlich-gesellschaftlichen Hintergrund mit Blick auf die vorherrschende traditionelle Rollenteilung zwischen Frauen und Männern gesehen werden muss, die entsprechend für die geschlechtsspezifischen Lebenslaufmuster als prägend anzusehen sind. Charakterisiert werden kann ein Frauenberuf unter anderem durch die Merkmale: geringe Qualifikation, geringes Entgelt und Arbeitsbedingungen. In traditionellen Frauenberufen herrschen Teilzeitbeschäftigung, ein vergleichsweise geringfügiges Einkommen (sog. Gender-Pay-Gap) und geringfügige Beschäftigung vor. Typische frauendominierte Berufsfelder lassen sich überwiegend in den personenbezogenen Dienstleistungsberufen in den Bereichen Gesundheitsdienst, Soziales und Erziehung, Gastronomie, Friseur, Seelsorge, Reinigung und Gästebetreuung finden. Weiterhin zählen Bibliothekarin und Tierärztin aber auch zu den Frauenberufen. Einer der ältesten Frauenberufe ist die Geburtshelferin.

### Kritik am Begriff
Kritisiert werden kann, dass der Begriff „allein wenig aussagefähig [ist]. D.h., der Informationsgehalt der Aussage, dass ein Beruf z. B. ein Frauenberuf ist, ist ohne weitere zusätzliche Erläuterung gering. Der Begriff Frauenberuf bietet allein deshalb auch noch keinerlei Handlungsansätze beispielsweise für Frauenpolitik oder für Frauenförderungsansätze in Berufsbildungs- und Beschäftigungspolitik.“
Weiterhin wird mit dem Begriff ein Image aufgebaut, das teilweise mit negativen, diskriminierenden Zuweisungen assoziiert wird, wie beispielsweise „die Vorstellung vom ‚Billiglohn‘-Beruf“ und das „Zuverdiener-Image“. Allerdings merkt Shahanah Schmid an, „dass es keine Berufe gibt, die ‚von Natur aus‘ nur von einem Geschlecht ausgeübt werden können.“ Ein 1990 erschienener Ratgeber für Frauen, der 44 damals als relativ krisensicher eingeschätzte Berufe vorstellte, nahm trotz seines sich speziell auf Frauen beziehenden Titels darauf Bezug und sparte „typische Frauenberufe wie Friseuse, Erzieherin oder Krankenschwester […] bewusst aus“.

## Frauenberufe in der Geschichte

### Römisches Reich
Im Römischen Reich gab es offiziell keine Frauenarbeit, da es dem damaligen Weltbild entsprach, dass der Mann für die Arbeit zuständig war. Die Frau hingegen sollte sich um den Haushalt kümmern. Selbst von arbeitenden Sklavinnen ist in der römischen Literatur nur sehr selten die Rede. Dort findet sich höchstens die, zumeist unfreie, vilica. Eine vilica war die Frau eines vilicus und sie war zusammen mit ihrem Mann für die Versorgung eines Gutshofes verantwortlich.
Allerdings gibt es für Frauenarbeit im Römischen Reich zahlreiche Beispiele, die durch Inschriften belegt sind. Insgesamt gab es 103 Frauenberufe, die auch dem heutigen Rollenklischee nahekommen. So gehörten die Berufe der Amme, Hebamme, Erzieherin oder der Ärztin zu den populärsten. Für die Sklavinnen, die im häuslichen Umfeld arbeiteten, gehörte die Arbeit der Friseurin oder der Kosmetikerin zu den häufigsten Betätigungsfeldern. Frauen arbeiteten im Römischen Reich beispielsweise auch als Verkäuferinnen. In handwerklichen Berufen waren sie eher selten anzutreffen. Eine Ausnahme bildeten jedoch Berufe, die sich mit dem Textilhandwerk beschäftigten.
Im Römischen Reich gab es auch schon die Berufe der Schauspielerin, Tänzerin und Musikerin. Allerdings waren all diese Berufe verpönt und sie wurden häufig mit der Prostitution in Verbindung gebracht. Ebenso erging es der Barfrau.

### Mittelalter
Auch im Mittelalter waren Frauen häufig in der Textilherstellung tätig. So gab es beispielsweise die Berufe der Kürschnerin, Schneiderin, Näherin oder den der Hutmacherin. Frauen waren ebenfalls als Kauffrauen tätig und boten oft die Produkte, die von ihren Männern hergestellt wurden, feil. Auf dem Lande verdingten sie sich häufig als Verkäuferinnen von Waren, die auf dem eigenen Bauernhof produziert wurden. Dazu gehörten zum Beispiel Eier, Kräuter, Beeren oder Seife.
Der Beruf der Krämerin wurde im mittelalterlichen Hamburg am häufigsten von Frauen ausgeübt. Berufe, die sich mit der Geburtshilfe beschäftigten, wurden auch im Mittelalter überwiegend von Frauen ausgeübt. Einerseits geschah dies aus moralischen Beweggründen, andererseits zählte die Schwangerschaft und Geburt zu den „natürliche[n] Aufgaben der Frauen“.
Der Beruf der Prostituierten wurde zwar sehr schlecht angesehen, jedoch ausgeübt und bot Frauen eine Option zum Geldverdienen.
Im mittelalterlichen Hamburg gab es zwischen den Jahren 1340 und 1400 insgesamt 1322 Gewerbetreibende, von denen 77 weiblichen Geschlechts waren. Dies entspricht acht Prozent. Es wurden insgesamt 98 Gewerbe aufgeführt; acht davon wurden von Frauen ausgeübt. Für die Mehrheit der Frauen im mittelalterlichen Deutschland und Europa war es selbstverständlich, erwerbstätig zu sein, auch und gerade in heutigen „Männerberufen“ und in den Zünften der Handwerke. Typische Berufe waren die Wollweberin, die Fleischerin, Schuhmacherin oder Sattlerin, Bereiche, in denen Frauen auch als Meisterin tätig sein und eine Funktion in der Zunft übernehmen, sie aber nicht politisch nach außen vertreten konnten.

### Neuzeit
Auch in der Neuzeit arbeiten Frauen häufig als Hebammen. Während dieser Zeit war der Beruf der Hebamme den Frauen vorbehalten, da Männer nicht praktisch in der Frauenheilkunde unterrichtet wurden. Damals mussten Hebammen verheiratet oder verwitwet sein und selbst ein Kind zur Welt gebracht haben. Hebamme war in den Städten ein Ausbildungsberuf und der Ruf, Lebenswandel und Verhalten der Hebammen stand unter Ratsaufsicht. Da Hebammen laut Hebammenverordnung einen „guten Ruf und gute Hände“ brauchten, waren sie häufig von der harten Arbeit auf dem Land freigestellt.
In der Neuzeit gab es auch Frauen, die künstlerischen Berufen nachkamen, wie die Künstlerin, Kupferstecherin, Malerin, Stickerin, Emailkünstlerin, Bildhauerin oder Kalligrafin. Allerdings wurden sie nicht gut gefördert, sodass sie ihr Talent häufig nicht komplett zur Entfaltung bringen konnten.
Es gab auch Schauspielerinnen und Sängerinnen, die seit dem 18. Jahrhundert meistens im Theater auftraten. Seit dem 19. Jahrhundert haben sie sich zunehmend etabliert. Musikerinnen, die für den Hochadel musizierten, wurden im häuslichen Rahmen ausgebildet.

## Entwicklung seit 1850

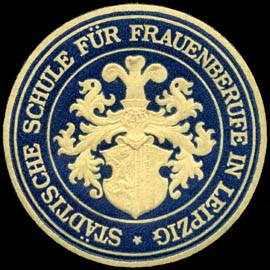
Briefverschlussmarke aus Papier, zwischen 1850 und 1923. Text: „Städtische Schule für Frauenberufe in Leipzig“

Bereits Luise Büchner, Schwester des Schriftstellers Georg Büchner, hatte 1856 Schulen für Frauen vorgeschlagen, um ihnen später „einen recht guten Lohn“ zusichern zu können. Hauswirtschaftlicher und gewerblich-technischer sowie buchhalterischer Unterricht wurde in Deutschland ab etwa 1850 für Frauen angeboten. Als weitere Vorreiterin auf diesem Gebiet gilt Emilie Wüstenfeld, auf deren Initiative hin nach der Hochschule für das weibliche Geschlecht 1867 eine der ersten „Schulen für Frauenberufe“ als Gewerbeschule für Mädchen in Hamburg gegründet wurde. Seit 1921 hieß sie Staatliche Schule für Frauenberufe, ihre heutige Bezeichnung ist „Department Design“. Die Leipziger Moritzbastei diente in den 1920er und 1930er Jahren ebenfalls als Schule für Frauenberufe. Bereits 1915 existierte dort eine städtische Schule für Frauenberufe. Neben der Buchhaltung und Buchführung wurde an Schulen für Frauenberufe zu Kindergärtnerinnen, Elementarschul- und Gewerbelehrerinnen, zum Kunstgewerbe und zur Schneiderin hin ausgebildet.
Für die Ausbildung von Frauen gab es neben diesen separaten Schuleinrichtungen auch eigene Lehrbücher, wie beispielsweise das Lehrbuch der Buchhaltung für Fachschulen für wirtschaftl. Frauenberufe u. Hauswirtschaftsschulen von Gottfried Bernhart.

Die Entwicklung von Frauenberufen ist eng mit der vorherrschenden gesetzlichen Grundlage verbunden. In Deutschland gibt es erst seit 1977 das sogenannte „paritätische Ehemodell“, wonach laut § 1356: „Haushaltsführung, Erwerbstätigkeit.“ des Bürgerlichen Gesetzbuches der Bundesrepublik Deutschland beide Ehegatten erwerbstätig sein dürfen. Noch in der Fassung des Paragraphen von 1896 galt die Haushaltsführung als Pflicht der Frau, ebenso die Mitarbeit in dem Geschäftsbereich des Mannes, sofern üblich. Ab dem 1. Juli 1958 wurde der (Ehe-)Frau eine Erwerbstätigkeit zugestanden, wenn das mit Familie und Ehe vereinbar sei. („Die Frau führt den Haushalt in eigener Verantwortung. Sie ist berechtigt, erwerbstätig zu sein, soweit dies mit ihren Pflichten in Ehe und Familie vereinbar ist.“) Bis dahin konnte der Mann mittels einer gerichtlichen Verfügung den Beschäftigungsvertrag seiner Ehefrau fristlos kündigen (§ 1358 (1896): „Hat sich die Frau einem Dritten gegenüber zu einer von ihr in Person zu bewirkenden Leistung verpflichtet, so kann der Mann das Rechtsverhältniß ohne Einhaltung einer Kündigungsfrist kündigen, wenn er auf seinen Antrag von dem Vormundschaftsgerichte dazu ermächtigt worden ist.“). Es gab auch eine Vorschrift nach der Lehrerinnen ihren Beruf aufgeben mussten, sobald sie eine Ehe eingingen.

## Frauenanteile in der heutigen Berufswelt
In einer Studie aus dem Jahr 2014 wurde festgestellt, dass die Mehrzahl aller Berufe auf dem deutschen Arbeitsmarkt entweder überwiegend von Frauen oder von Männern ausgeübt wird und es nur wenige Berufsfelder gibt, in denen beide Geschlechter gleichermaßen vertreten sind. So zählten die Bereiche Pflege, Erziehung, Reinigung und einfache Bürotätigkeit noch immer zu den Frauendomänen, während die technischen und verarbeitenden Berufe weiterhin Männerdomänen seien. Eine Steigerung des Frauenanteils  konnte vor allem im Dienstleistungsbereich sowie in hochqualifizierten und akademischen Berufen festgestellt werden. Im untersuchten Zeitraum von 1976 bis 2010 stieg der Frauenanteil im Bereich der sozialversicherungspflichtigen Beschäftigung von 38 % auf 45 % an.

### Sonderfall Prostitution

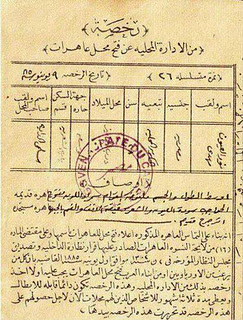
Lizenz einer Prostituierten 1885 in Kairo

Die Prostitution als Erbringung sexueller Dienstleistungen gegen Entgelt war von jeher eine überwiegend von Frauen für Männer ausgeübte Tätigkeit. Sie stellt einen Sonderfall dar, weil sie nicht, wie es bei Berufen gewöhnlich der Fall ist, eine qualifizierte Ausbildung voraussetzt. Allerdings wird sie im Rahmen der Gelegenheitsprostitution als Job ausgeübt. Sie wurde und wird in verschiedenen Ländern und Kulturkreisen unterschiedlich bewertet und sozial stigmatisiert. Sie unterliegt sowohl Verboten und Tabus als auch einer stillschweigenden Duldung.
Der Sexualforscher Günter Amendt stellte 2003 zwar fest, dass die Einstufung der Prostitution als „normaler Frauenberuf“ eine über das Ziel hinausschießende Provokation der Feministinnen der 1970er Jahre gewesen sei und der Frauenhandel beziehungsweise die Zwangsprostitution profitbringende Geschäftszweige der Organisierten Kriminalität seien, bekräftigte aber andererseits, dass Prostituierte einen Anspruch auf „arbeits- und versicherungsrechtlichen Schutz“ haben sollten. Dies war in Deutschland zwei Jahre vorher mit dem Prostitutionsgesetz verwirklicht worden, blieb aber weitgehend erfolglos. Deutschland folgt, die Prostitution betreffend, ebenso wie die Niederlande, die Schweiz, Griechenland und Österreich dem Entkriminalisierungsprinzip, „das Sexarbeit als Form der Erwerbsarbeit anerkennt und sie entsprechend regeln will“. Für 2011 wurde angegeben, dass zwischen 60 und 70 % der schätzungsweise 200.000 Prostituierten in Deutschland als Selbständige tätig seien, der durch Prostitution erzielte Umsatz wurde 2003 für Deutschland auf 14,5 Milliarden Euro jährlich geschätzt.  Im Rahmen der Hurenbewegung haben sich verschiedene Organisationen der überwiegend weiblichen Sexarbeiter gebildet.

## Neue Tendenzen
In der Polizei waren Frauen in der Bundesrepublik Deutschland der Nachkriegszeit zunächst in der Weiblichen Kriminalpolizei (WKP) organisiert und wurden ab den 1970ern in die Kriminalpolizei integriert. Rheinland-Pfalz bildete 1974 als erstes Bundesland Frauen als Verkehrspolizistinnen aus. Zunächst war vorgesehen, dass sie ausschließlich bei der Verkehrsregelung und bei der Unfallaufnahme helfen sollten; sie sollten keine Waffe tragen, sondern in kritischen Situationen gegebenenfalls ihre männlichen Kollegen zu Hilfe rufen. Die Schutzpolizei stellte ab 1979 Polizistinnen ein, beginnend in Hamburg 1979, zuletzt in Bayern ab 1990.

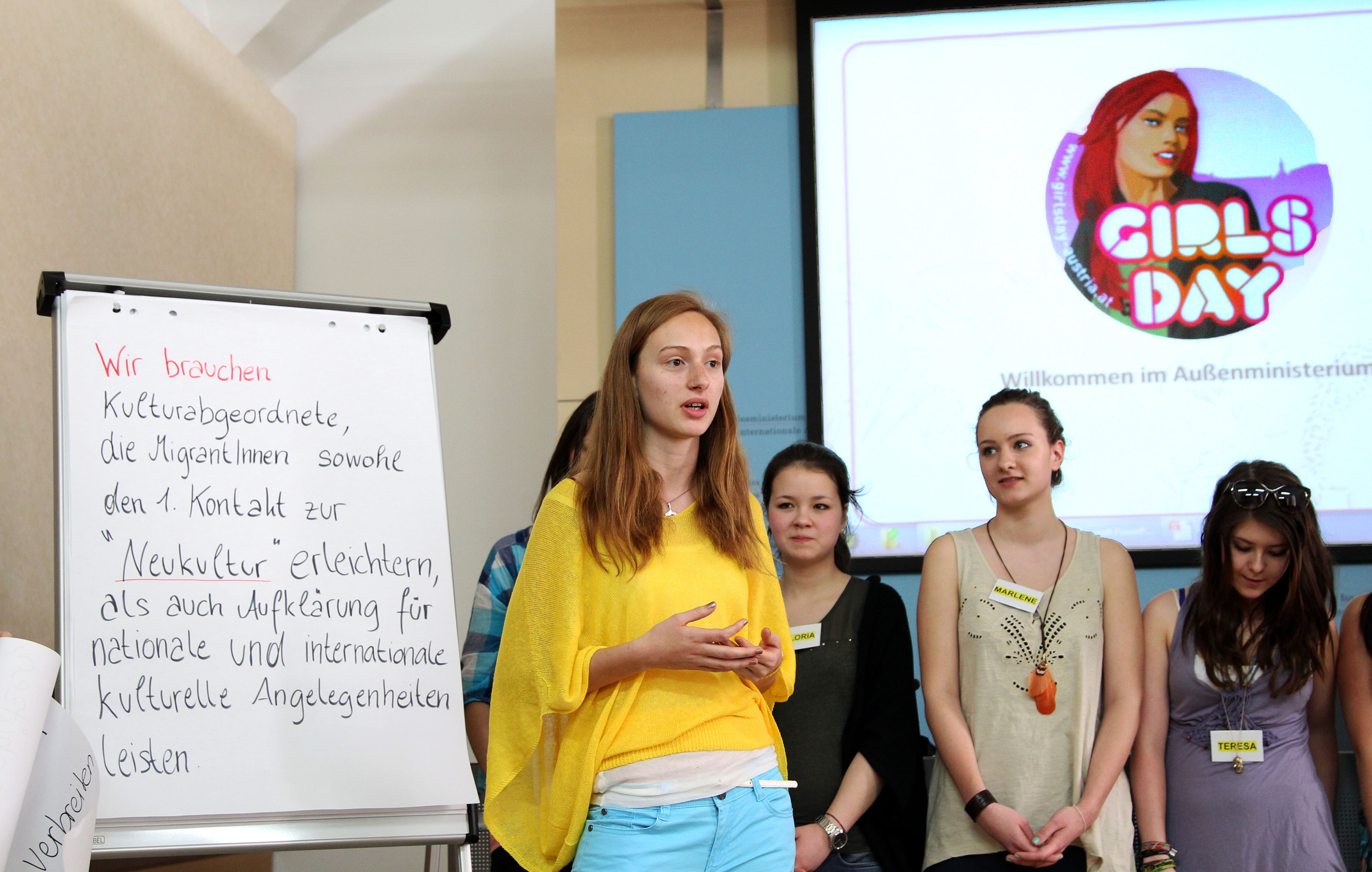
Girls’ Day im Berliner Außenministerium (2013)

In Deutschland findet seit 2001 jährlich der Girls’ Day statt, teilweise auch „Zukunftstag für Mädchen und Jungen“ genannt. Er hat das ursprüngliche Ziel, Mädchen ab der 5. Klasse für typische Männerdomänen zu interessieren und damit die geschlechtsspezifische Belegung von bestimmten Berufen aufzubrechen. In Österreich und der Schweiz existieren gleichgelagerte Initiativen. Allerdings wird die Wirkung Ortwin Renn zufolge aufgrund der Einmaligkeit und der mangelnden Kontinuität für die Schülerinnen angezweifelt und nach einer Studie des Meinungsforschungsinstitutes Allensbach von 2014 können sich nur zwei Prozent der Mädchen vorstellen, beruflich eine technische Ausrichtung einzuschlagen.
2013 wurde der Frauenanteil in Vorstandspositionen auf etwa 6,6 % geschätzt. Mit dem Ziel die berufliche Gleichstellung in Führungspositionen der Wirtschaft und Verwaltung zu stärken, müssen ab 2016,[veraltet] gesetzlich festgelegt, deutsche börsennotierte und voll mitbestimmungspflichtige Unternehmen sowie Betriebe des öffentlichen Dienstes des Bundes ihre Aufsichtsratsposten oder Positionen der Führungsebene zu 30 %, letztere ab 2018[veraltet] zu 50 %, mit Frauen besetzen. Unternehmen, die börsennotiert oder mitbestimmungspflichtig sind, haben bereits ab Mitte 2015 die Auflage eine Frauenquote für Aufsichtsrats- und Vorstandspositionen sowie das obere und mittlere Management einzuführen, sind aber deutlich flexibler, wobei die Offenlegungspflicht gilt.